# Ӄ̆
Le ka crochet médian brève (capitale Ӄ̆, minuscule ӄ̆) est une lettre additionnelle de l’alphabet cyrillique qui a été utilisée en abkhaze. Elle est composée d’un ka crochet médian diacrité d’une brève.

## Utilisation
Le ka crochet médian brève a été utilisé dans l’alphabet abkhaze de Tchotchoua de 1909 à 1926.

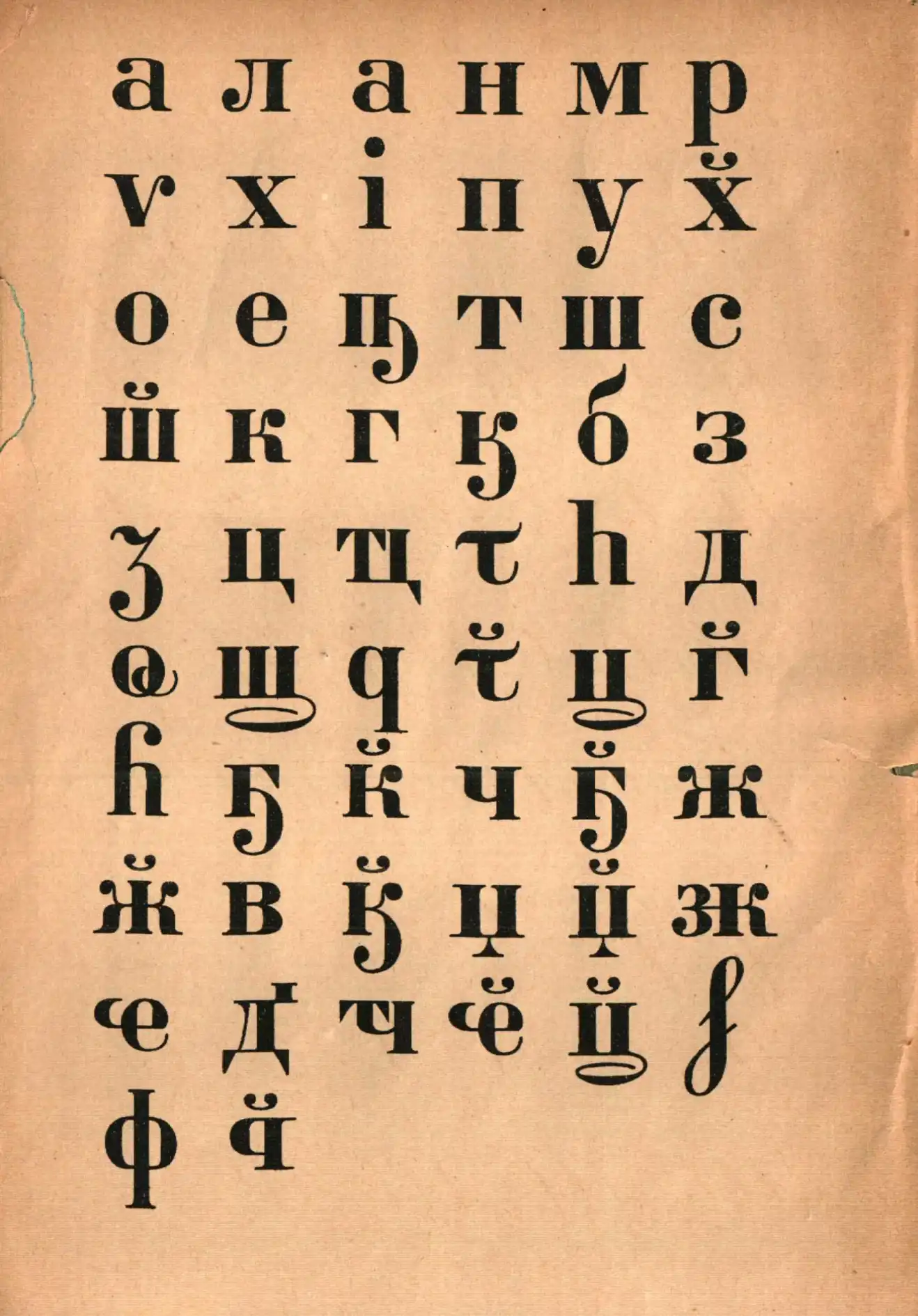
Alphabet abkhaze dans Tchotchoua 1909.

## Représentations informatiques
Le ka crochet médian brève peut être représenté avec les caractères Unicodes suivants :
- décomposé (cyrillique, diacritiques)

| formes    | représentations | chaînes de caractères | points de code | descriptions                                                    |
| --------- | --------------- | --------------------- | -------------- | --------------------------------------------------------------- |
| capitale  | Ӄ̆               | Ӄ◌̆                    | U+04C3 U+0306  | lettre majuscule cyrillique ka crochet médian diacritique brève |
| minuscule | ӄ̆               | ӄ◌̆                    | U+04C4 U+0306  | lettre minuscule cyrillique ka crochet médian diacritique brève |